# Talegaon Dabhade
Talegaon Dabhade (o Talegaon-Dabhada, Dabhade) è una città dell'India di 42.574 abitanti, situata nel distretto di Pune, nello stato federato del Maharashtra. In base al numero di abitanti la città rientra nella classe III (da 20.000 a 49.999 persone).

## Geografia fisica
La città è situata a 18° 43' 0 N e 73° 40' 60 E e ha un'altitudine di 624 m s.l.m..

## Società

### Evoluzione demografica
Al censimento del 2001 la popolazione di Talegaon Dabhade assommava a 42.574 persone, delle quali 22.525 maschi e 20.049 femmine. I bambini di età inferiore o uguale ai sei anni assommavano a 4.808, dei quali 2.548 maschi e 2.260 femmine. Infine, coloro che erano in grado di saper almeno leggere e scrivere erano 33.798, dei quali 18.795 maschi e 15.003 femmine.